# Pseudocercospora cantuariensis
Pseudocercospora cantuariensis är en svampart som först beskrevs av E.S. Salmon & Wormald, och fick sitt nu gällande namn av U. Braun 1993. Pseudocercospora cantuariensis ingår i släktet Pseudocercospora och familjen Mycosphaerellaceae.  Inga underarter finns listade i Catalogue of Life.